# Foice

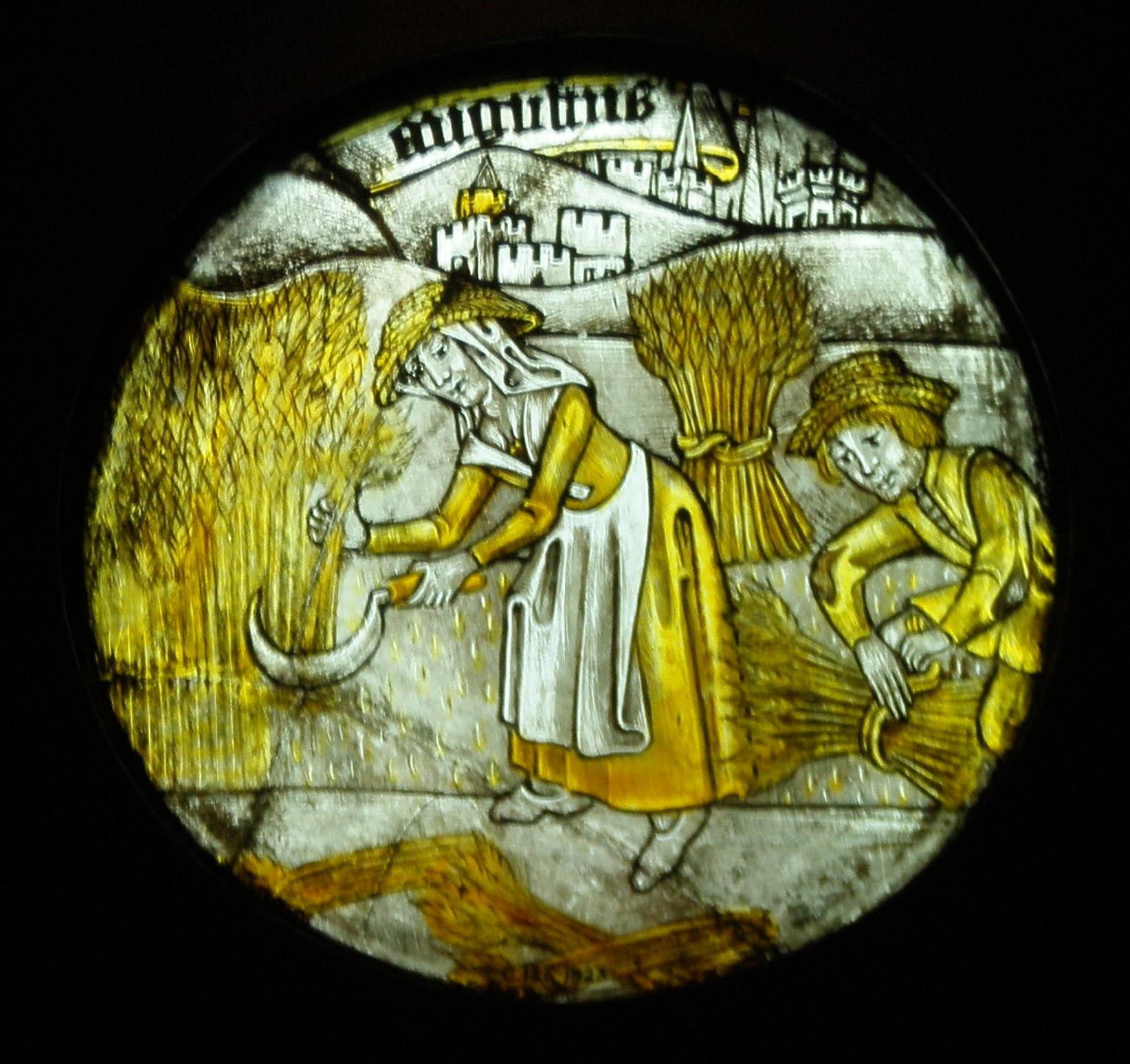
Um dos doze roundels representando os "Trabalhos dos Meses" (1450-1475)

Uma foice é uma ferramenta agrícola de mão única projetada com lâminas curvadas e normalmente usada para colheita de grãos ou corte de forragem suculenta principalmente para alimentar o gado, recém-cortado ou seco como feno. Falx era um sinônimo, mas mais tarde foi usado para significar qualquer uma das várias ferramentas que tinham uma lâmina curva que era afiada na borda interna, como uma foice.
Desde o início da Idade do Ferro, centenas de variantes específicas da região da foice evoluíram, inicialmente de ferro e depois de aço. Esta grande diversidade de tipos de foices em muitas culturas pode ser dividida em lâminas lisas ou serrilhadas, ambas as quais podem ser usadas para cortar grama verde ou cereais maduros usando técnicas ligeiramente diferentes. A lâmina serrilhada que se originou nas foices pré-históricas ainda domina na colheita de grãos e é encontrada até em modernas máquinas de colheita de grãos e em algumas facas de cozinha.

## História

### Pré-Neolítico

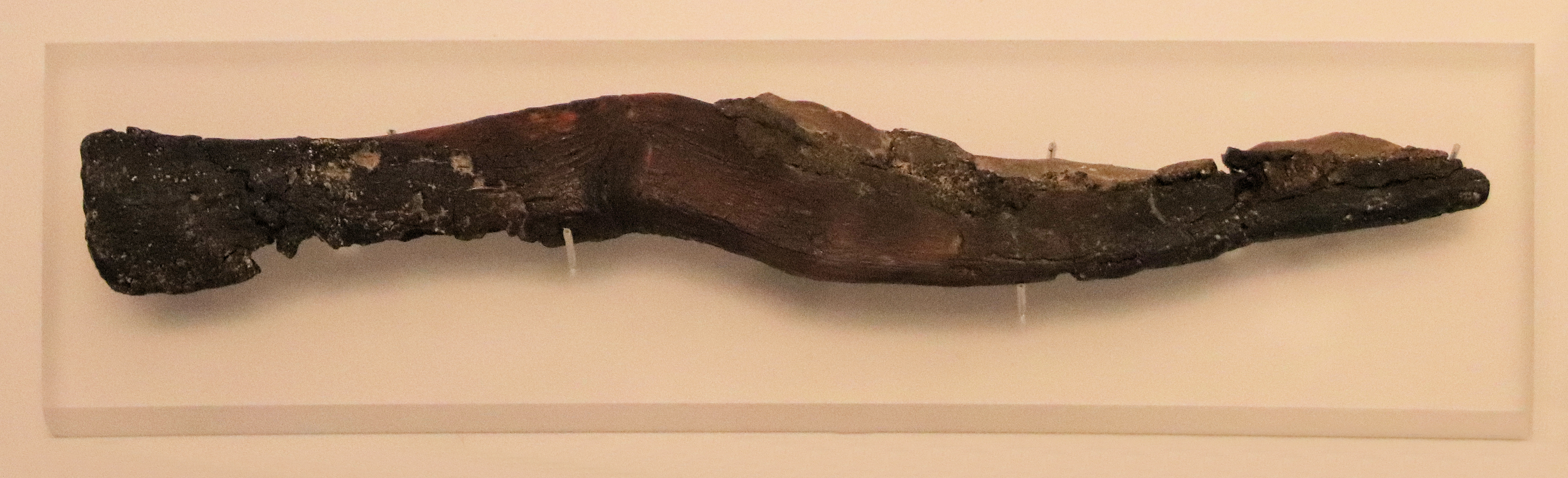
Uma foice muito precoce, c. 7000 a.C., pederneira e resina, cultura tahuniana, caverna Nahal Hemar, agora no Museu de Israel

O desenvolvimento da foice na Mesopotâmia remonta a tempos anteriores à Era Neolítica. Grandes quantidades de lâminas de foice foram escavadas em locais ao redor de Israel que foram datados da era epipaleolítica (18000-8000 a.C.). Escavações formais em Wadi Ziqlab, Jordânia, desenterraram várias formas de lâminas de foice primitivas. Os artefatos recuperados variavam de dez a vinte centímetros de comprimento e possuíam uma borda irregular. Este intrincado design 'semelhante a um dente' mostrou um grau maior de credibilidade de design e fabricação do que a maioria dos outros artefatos que foram descobertos. Lâminas de foice encontradas durante este tempo eram feitas de sílex, reto e usado mais em um movimento de serra do que com o design curvo mais moderno. Pedras dessas foices foram descobertas perto do Monte Carmelo, o que sugere a colheita de grãos da área há cerca de dez mil anos.

### Neolítico

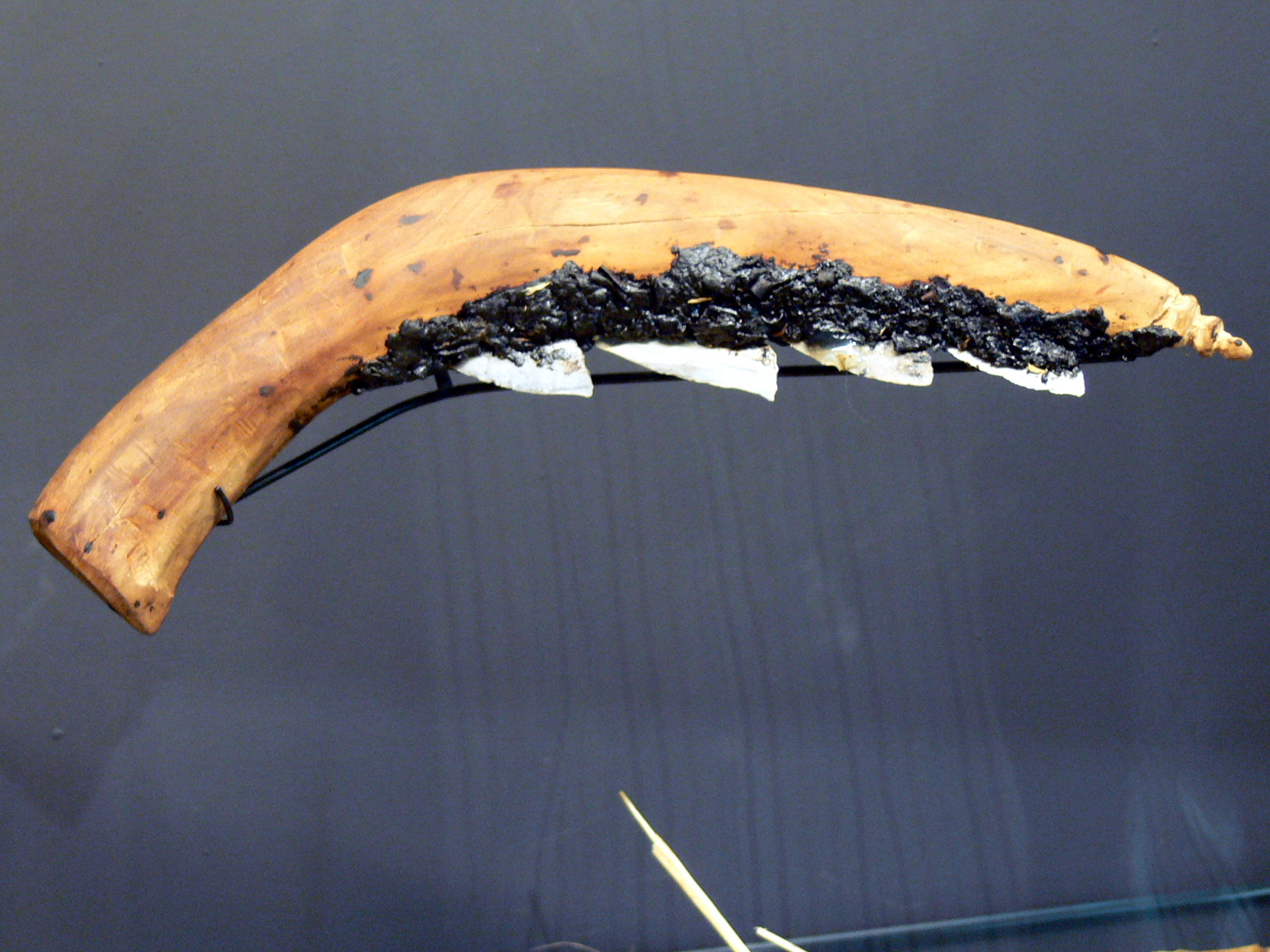
Foice neolítica

A foice teve um impacto profundo na Revolução Agrícola, auxiliando na transição para a agricultura e o estilo de vida baseado em colheitas. Sabe-se agora que o uso de foices levou diretamente à domesticação de gramíneas selvagens do Oriente Próximo. Pesquisas sobre as taxas de domesticação de cereais selvagens sob cultivo primitivo descobriram que o uso da foice na colheita era fundamental para os povos da Mesopotâmia primitiva. A estação de cultivo relativamente estreita na área e o papel crítico dos grãos no final da Era Neolítica promoveram um maior investimento no projeto e fabricação de foice em relação a outras ferramentas. A padronização foi feita até certo ponto nas medidas da foice para que a substituição ou reparo pudesse ser mais imediato. Era importante que o grão fosse colhido no momento apropriado em uma elevação para que a próxima elevação pudesse ser colhida no momento apropriado. A foice forneceu uma opção mais eficiente na coleta de grãos e acelerou significativamente os desenvolvimentos da agricultura inicial.

### Idade do Bronze
A foice permaneceu comum na Idade do Bronze, tanto no Antigo Oriente Próximo como na Europa. Numerosas foices foram encontradas depositadas em tesouros no contexto da cultura europeia do campo de urnas (por exemplo, tesouro de Frankleben), sugerindo um significado simbólico ou religioso ligado ao artefato.
Na terminologia arqueológica, as foices da Idade do Bronze são classificadas pelo método de fixação do cabo.

### Idade dos Metais

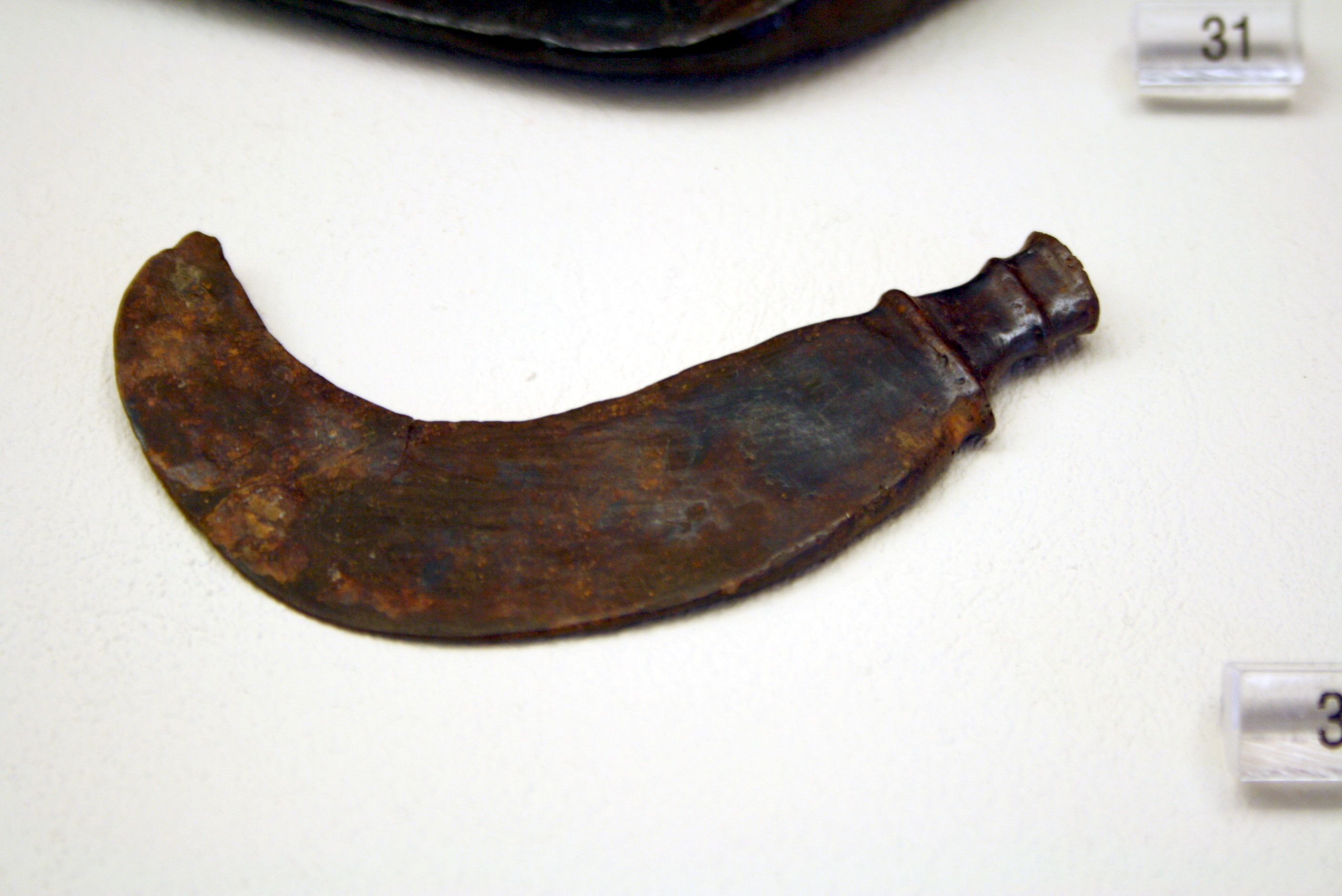
Foice de ferro da Grécia Antiga, Museu Arqueológico de Cerâmico, Atenas

A foice desempenhou um papel proeminente no ritual de carvalho e visco dos druidas, conforme descrito em uma única passagem na História Natural de Plínio, o Velho:
| “ | Um padre vestido de branco sobe na árvore e, com uma foice de ouro, corta o visco, que está preso em um manto branco. Então, finalmente, eles matam as vítimas, rezando a um deus para tornar seu presente propício àqueles a quem ele o concedeu. Eles acreditam que o visco dado na bebida dará fertilidade a qualquer animal estéril e que é um antídoto para todos os venenos. | ” |

Devido a essa passagem, apesar de Plínio não indicar a fonte em que baseou esse relato, alguns ramos do druidismo moderno (neodruidas) adotaram a foice como ferramenta ritual

### Américas

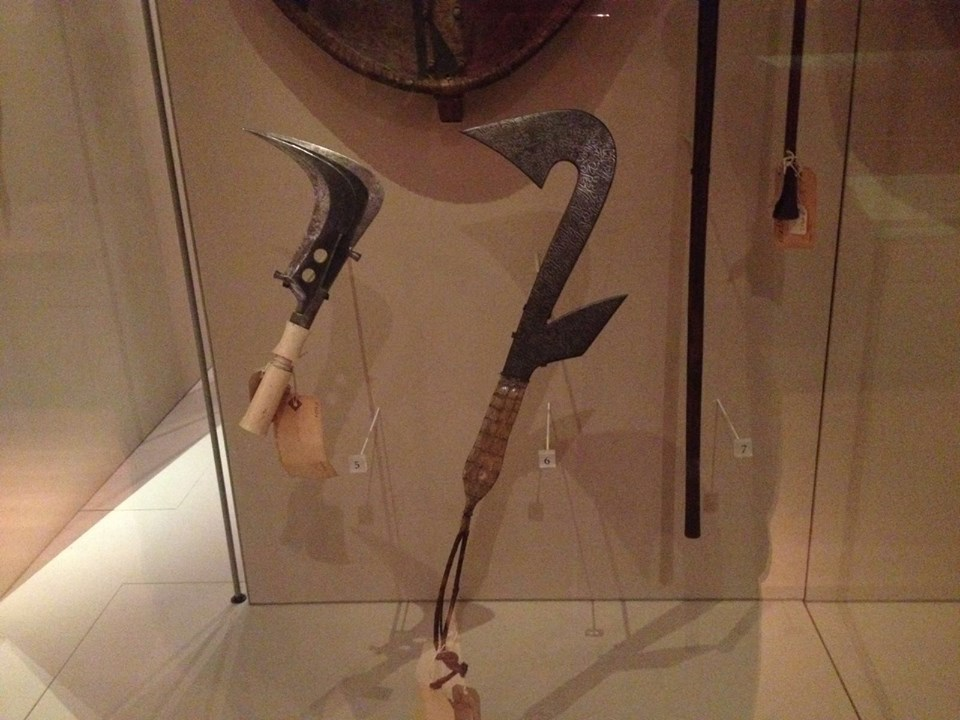
Foice congolesa, ou Trumbash, (esquerda) e réplica de faca de arremesso (direita) no Museu de Manchester

Foices indígenas foram descobertas no sudoeste da América do Norte com um design único. Há evidências de que os ilhéus de Kodiak tinham para cortar grama “foices feitas de uma omoplata afiada de animal”. Os artefatos encontrados nos atuais Arizona e Novo México se assemelham a ferramentas curvas feitas com chifres de ovelhas da montanha. Um local semelhante descobriu foices feitas de outro material, como a foice de Caddo, que era feita de uma mandíbula de veado. As escrituras dos primeiros nativos documentam o uso dessas foices no corte de grama. Os instrumentos variavam de treze a dezesseis polegadas de ponta a ponta. Várias outras escavações no leste do Arizona descobriram foices de madeira que foram moldadas de maneira semelhante. As alças das ferramentas ajudam a descrever como a ferramenta foi segurada de forma que a parte interna que continha a superfície de corte também pudesse servir como superfície de coleta para o grão. As foices foram afiadas raspando uma borda chanfrada com uma ferramenta grossa. Esta ação deixou marcas nos artefatos que foram encontrados. O processo de afiação foi necessário para evitar que a aresta de corte ficasse cega após uso prolongado. A borda é bastante polida, o que prova em parte que o instrumento foi usado para cortar grama. A foice em geral oferecia a conveniência de cortar a grama e também de colher em um só passo. Na América do Sul, a foice é usada como ferramenta para colher arroz. Os cachos de arroz são colhidos usando o instrumento e deixados para secar ao sol.